# Kathedrale Notre-Dame (Lausanne)

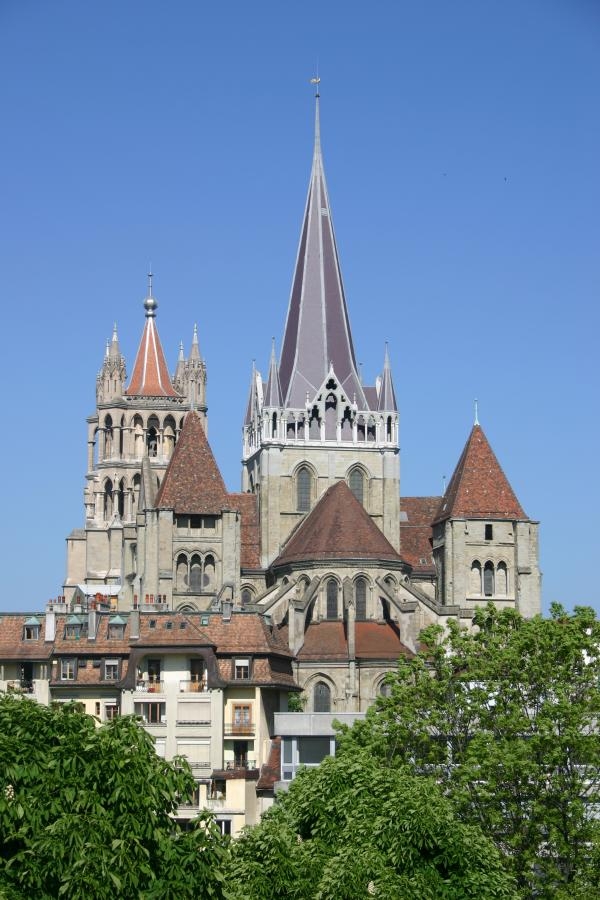
Ostansicht der Kathedrale

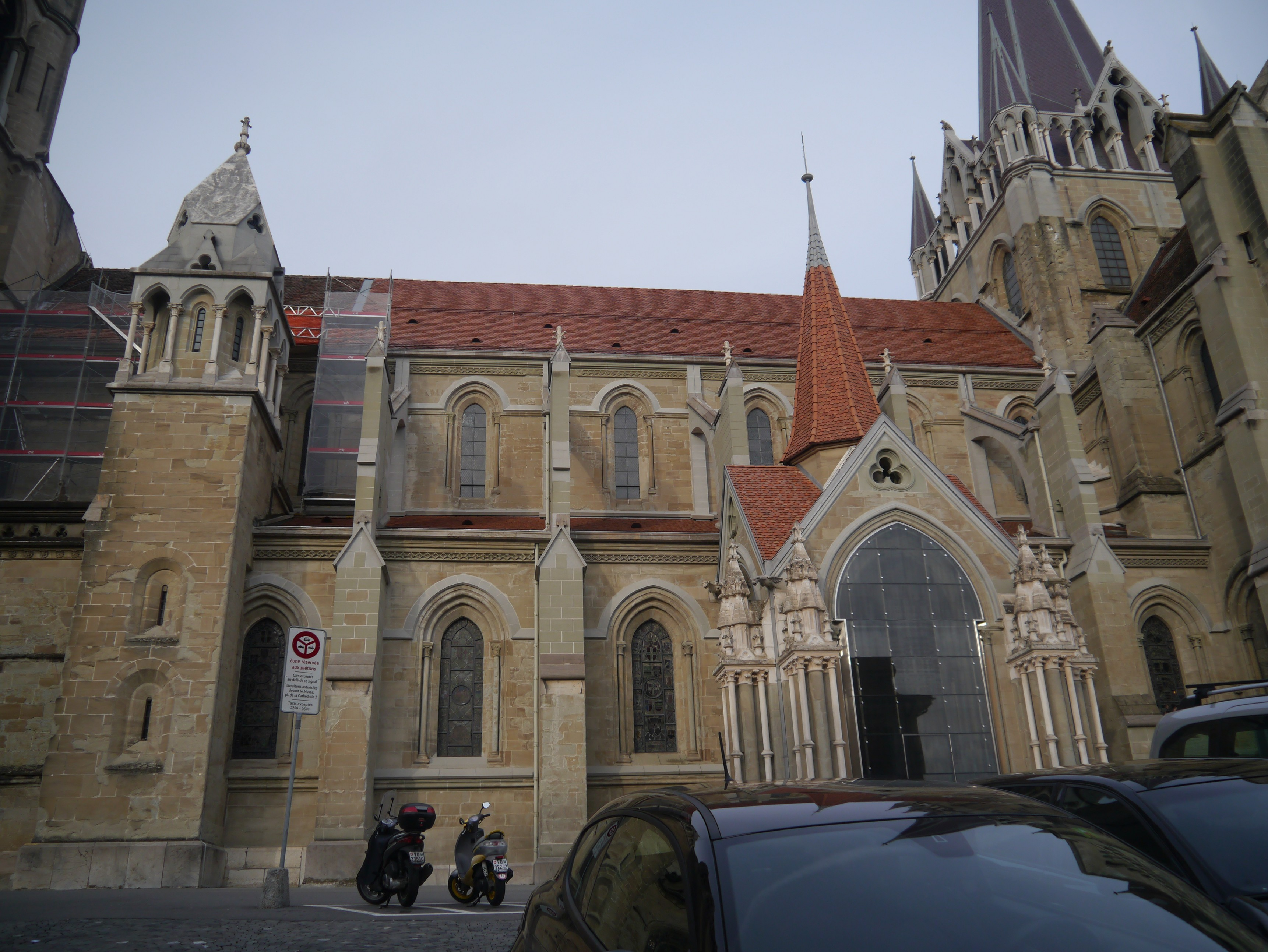
Südseite

Die Kathedrale Notre-Dame in Lausanne, Kanton Waadt (Schweiz), ist die reformierte Hauptkirche der Stadt sowie der Église Évangélique Réformée du canton de Vaud. Vor der Reformation war sie die Bischofskirche des Bistums Lausanne. Sie gilt als bedeutendes Bauwerk der Gotik in der Schweiz und beeinflusste massgeblich die weitere Entwicklung der gotischen Baukunst in der Region.

## Baugeschichte

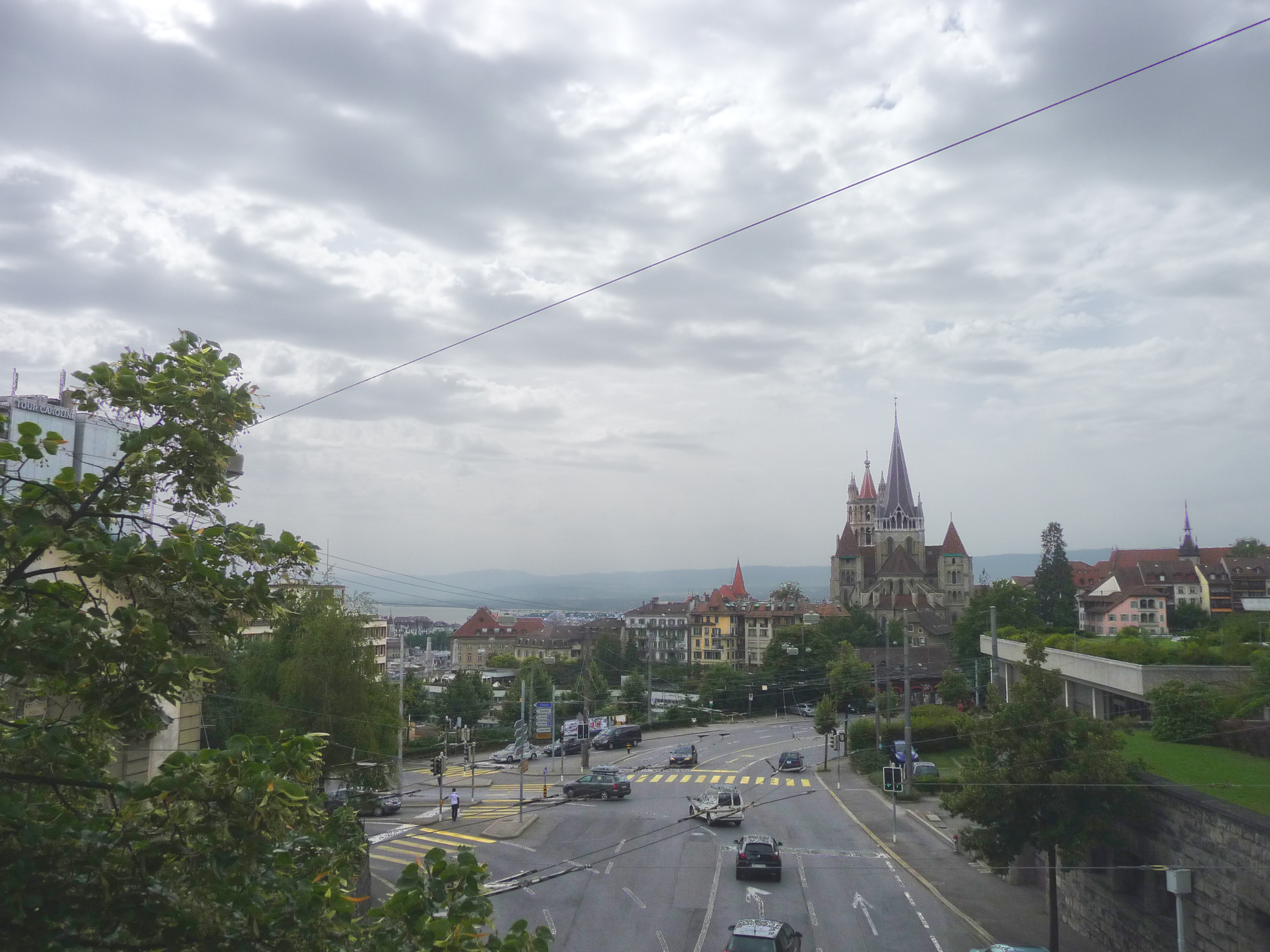
Kathedrale mit „Place d’Ours“ im Vordergrund

Die Maria als Unserer Lieben Frau (französisch: Notre Dame) geweihte Kathedrale ist die Nachfolgekirche der seit dem 6. Jahrhundert bestehenden Kirche, die dem heiligen Thyrsus geweiht war und später den Namen Saint-Maire trug. Der karolingische Bau wurde um 1000 durch eine frühromanische Kirche ersetzt. Eineinhalb Jahrhunderte später begann man wieder mit einem Neubau.
Es können drei Bauphasen unterschieden werden:
- Unter dem Bischof Landry de Durnes (Landric de Dornac) wurde im Osten ein Umgangschor errichtet. Archäologisch nachgewiesen ist die Außenwand des Chorumgangs mit runden Schlüssen von drei (wohl insgesamt fünf) radial anschließenden Kapellen. Gefundene Kapitelle hatten noch romanische Formen.
- Von ca. 1190 an erfolgte unter Leitung des sogenannten Meisters von Lausanne ein umfangreicher Um- und Neubau: Der erste Umgangschor wurde durch den heutigen ersetzt, frühgotisch mit polygonal begrenztem Umgang und nur einer, immer noch rund abgeschlossenen, axialen Anschlusskapelle. Nach Westen wuchs der Bau um die Vierung mit Laternenturm, das Querhaus und einem Grossteil des Langhauses.
- Um 1215 begann der Baumeister Jean Cotereel mit der Vollendung des Langhauses und dem Bau des westlichen Abschlusses der Kirche

Um 1225 bis 1235 fügte man das wegen seines Figurenschmucks und der erhaltenen Polychromie bemerkenswerte Portail peint an die südliche Aussenwand des Langhauses an. Im Jahr 1275 schliesslich wurde die Kathedrale Notre-Dame in Anwesenheit des Papstes Gregor X. und des Königs Rudolf von Habsburg geweiht.

## Architektur

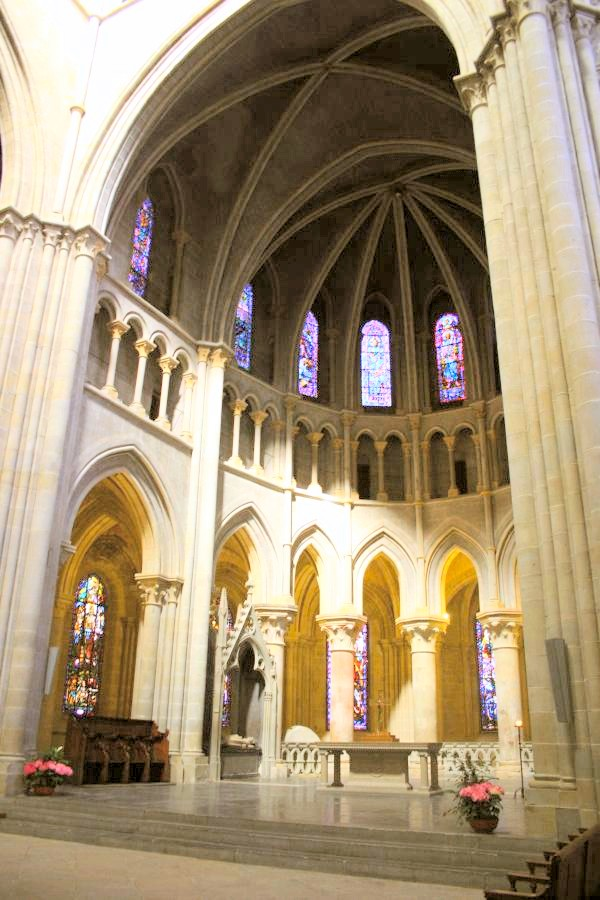
Chor der Kathedrale

Die Kathedrale von Lausanne folgt dem typischen Schema einer gotischen Basilika: An die zweitürmige Westfront (nur ein Turm wurde ausgeführt) schliesst sich das dreischiffige Langhaus an, das in der – durch einen quadratischen Laternenturm – erhöhten Vierung das Querhaus kreuzt. Den östlichen Abschluss bildet der Chor mitsamt Umgang. Trotz der verschiedenen Bauphasen wirkt der Bau stilistisch – etwa in der Wandgliederung – recht einheitlich. Einige Besonderheiten sind jedoch zu erwähnen:
So wurde die vom Chorumgang vorgegebene Längsachse der Kirche in den folgenden Bauphasen leicht verschoben. Der Vierungsturm enthält oberhalb der Mittelschiffsgewölbe ein weiteres Triforiumsgeschoss und einen Laternen-Obergaden nach oben abgeschlossen ist die Vierung durch eine achtteilige Schirmkuppel. Das Chorquadrum hat ein vierteiliges Kreuzrippengewölbe. Beide Querhausarme sind mit je zwei solchen Gewölbejochen gedeckt. Trotzdem beginnt das Mittelschiff des Langhauses mit einem Doppeljoch unter einem sechsteiligen Kreuzrippengewölbe. Seine übrigen Joche sind vierteilig und von gleicher Gestaltung wie das Gewölbe des Chorquadrums. Eine vergleichbare Mischung zeigen auch die im zweiten Viertel des 13. Jahrhunderts errichteten Gewölbe des Bremer Doms, allerdings mit vierteiligen Gewölben nur über den Querhausarmen und der dort nicht erhöhten Vierung.
Die Arkade um den Binnenchor hat Rundpfeiler mit korinthischen Kapitellen, wie die Bauten der französischen Frühgotik in Paris und der Île-de-France. Die Vierung wird, wie auch in den Kathedralen in und um Paris, von Bündelpfeilern getragen.
Die Stützen des Langhauses sind ungewöhnlich uneinheitlich gestaltet. Zwei Pfeilerpaare sind Bündelpfeiler, deren Dienste vom Boden bis zu den Kapitellen der Gewölbe reichen. Ein Pfeilerpaar besteht aus dicken Rundsäulen nach dem Vorbild von Notre-Dame de Paris, vor denen in Lausanne aber je eine dicker Säule als Dienst steht, der die Mittelschiffsgewölbe trägt. Ein Pfeilerpaar besteht aus je zwei Säulen hintereinander, die bis zu den Kapitellen von Arkade und Seitenschiffsgewölben reichen. In den westlichsten Pfeilerpaaren stehen die Vorlagen für die Mittelschiffsgewölbe auf den Arkaden, obwohl den Arakdenpfeilern eine Vorlage vorgelagert ist. Dieses westlichste Joch des Langhauses ist weiter als die anderen. Seine besonders kräftige Stützen sollten ursprünglich einen einzelnen Turm in der Flucht des Mittelschiffs tragen. Nachdem diese Lösung zu Gunsten einer Zweiturmfront verworfen wurde, diente das westliche Langhausjoch als Durchlass für eine Strasse, die an dieser Stelle den Kirchenbau kreuzte. Erst im 16. Jahrhundert, unter Bischof Aymon de Montfalcon, wurde der Durchgang geschlossen.
In die Amtszeit dieses Bischofs fällt auch die Errichtung des Westportals im Flamboyantstil (1515–1532), dessen reicher Figurenschmuck jedoch im 20. Jahrhundert vollständig erneuert werden musste. Kurz hinter dem Eingang ist noch die Einfassung des ursprünglichen Portals erkennbar.
Ein Vergleich des Bauwerks etwa mit der fast zeitgleich entstandenen Kathedrale von Chartres oder aber Notre-Dame in Paris (Ende 12. Jahrhundert) kann seine Stellung innerhalb der Entwicklung des gotischen Stils veranschaulichen.

## Ausstattung

### Fenster
Bedeutend ist die Fensterrose im Querhaus, die aus dem frühen 13. Jahrhundert stammt. Ihr von dem sogenannten Meister der Rose von Lausanne geschaffenes Bildprogramm umfasst nicht weniger als eine Darstellung der damals bekannten Welt: Erde und Meer, Luft und Feuer, Jahreszeiten, Monate und Sternzeichen, sowie Ungeheuer, die am Rande der Welt lauern. Die übrigen Glasmalereien wurden von Künstlern des 19. (Alfred Gérente) und 20. Jahrhunderts (Ernest Biéler, Louis Rivier und Marcel Poncet) geschaffen.

### Chorgestühl und Kanzel
Das grosse Chorgestühl des 13. Jahrhunderts blieb nur teilweise erhalten und befindet sich heute nicht mehr in der Kathedrale. Ein zweites Chorgestühl, von 1509 an unter Bischof Aymon de Montfalcon angefertigt, ist in der Kapelle St-Maurice zu sehen (im Unterbau des nicht ausgeführten nördlichen Turms). Die Kanzel an einem der nördlichen Langhauspfeiler stammt ebenfalls aus dem 16. Jahrhundert.

### Wandmalerei
An einigen Stellen (Kapelle nahe der Fensterrose, Eingangsbereich) finden sich farbige Wandmalereien. Die farbige Fassung des gesamten Innenraumes in Grau- und Ockertönen entspricht dem Urzustand des Bauwerks.

### Orgeln

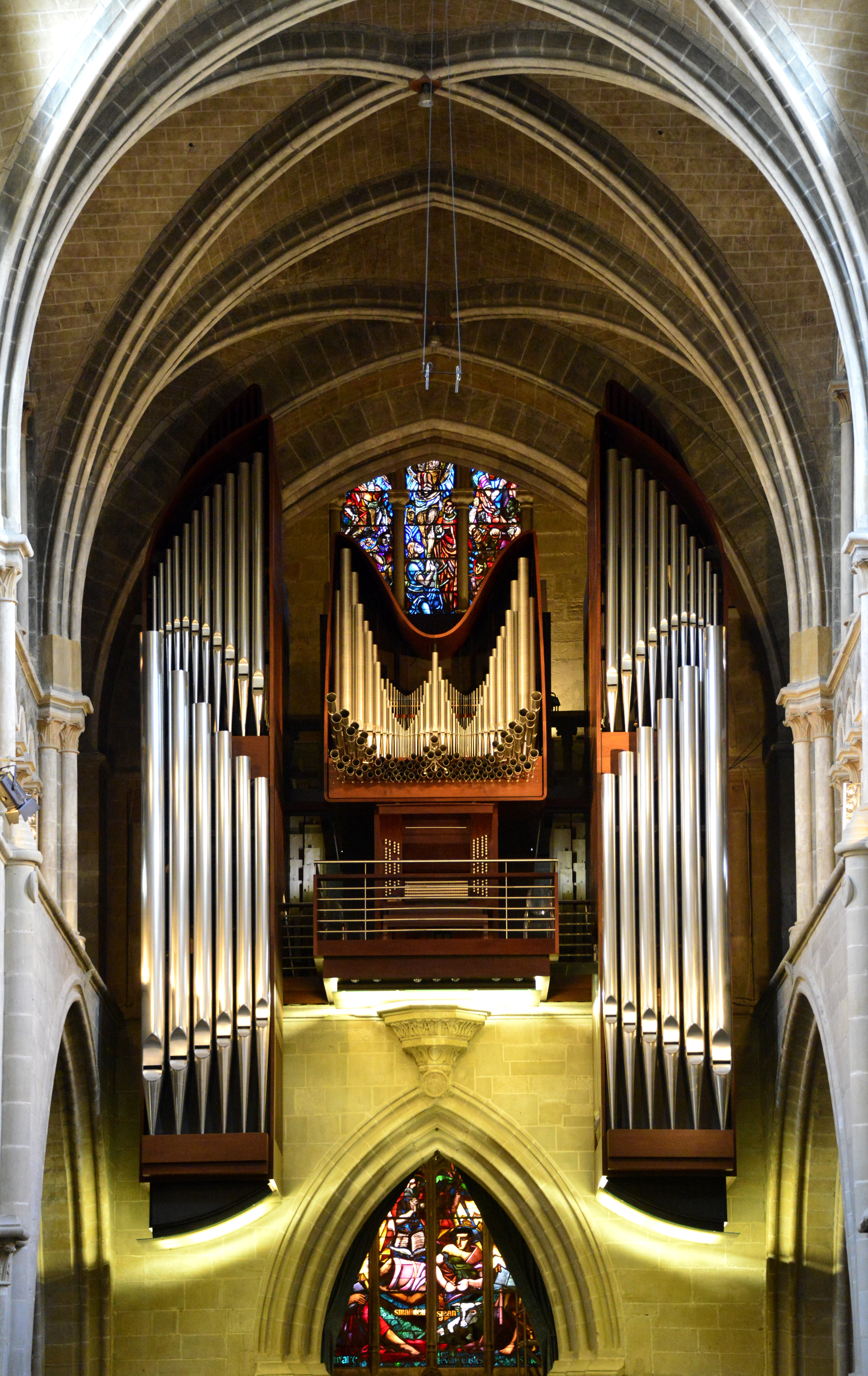
Orgelprospekt

Eine viermanualige Orgel der Firma Kuhn mit Membranladen und pneumatischen Spiel- und Registertrakturen wurde am 11. Oktober 1903 eingeweiht. 1935 folgte noch eine Kuhn-Chororgel mit zwei Manualen, Pedal und acht Registern, welche auf Hängeventilladen standen. Die Spieltrakturen waren mechanisch, die Registertrakturen elektrisch. 1954 stellte wiederum Fa. Kuhn eine Interimsorgel mit 12 Registern und zwei Manualen in der Kathedrale auf und setzte sie 1956 in die reformierte Kirche von Aesch um. Am 13. November 1955 erklang eine neue, große Orgel der gleichen Firma mit vier Manualen, 85 Registern, Schleifladen sowie elektrischen Spiel- und elektropneumatischen Registertrakturen.
Die jetzige Orgelanlage wurde unter Beteiligung US-amerikanischer, kanadischer, Schweizer, italienischer, englischer und deutscher Firmen geplant und realisiert, unter Federführung der US-amerikanischen Orgelbaufirma C. B. Fisk. Deren op. 120 ist die erste Pfeifenorgel einer amerikanischen Firma in einer europäischen Kathedrale. Fisk kam in die engere Wahl, nachdem Kathedralorganist Jean-Christophe Geiser 1993 bei einer Konzerttournee durch die USA diverse Fisk-Orgeln spielte, und ein Ersatz für die alternde Kuhn-Hauptorgel gesucht wurde. Nach über 6-jähriger Planung, einschließlich zweier internationaler Ausschreibungen, wurde das Instrument im Dezember 2003 fertiggestellt und eingeweiht.
2013 konnte das von Anfang an im Spieltisch angelegte, schwellbare Fernwerk (clavier flottant) mit elf Registern aus der Kuhn-Orgel von 1902 aus dem Temple réformé in Saint-George eingeweiht werden. Es ist über Glasfaserkabel mit den Spieltischen verbunden. Die Orgel hat 95 Register (6737 Pfeifen), verteilt auf fünf Manualwerke zuzüglich Fernwerk, und Pedal. Sie lässt sich von zwei Spieltischen aus ansteuern. Das Orgelgehäuse wurde von dem Designer Giugiaro entworfen. Die Orgelwerke lassen sich vier Dispositions-Stilen zuordnen: Das Positif de Dos ist barock disponiert; die anderen Werke sind im klassisch-französischen, französisch-symphonischen bzw. deutsch-romantischen Stil disponiert. Récit expressif und Positif expressif sind schwellbar. Die Spiel- und Registertrakturen sind elektrisch. Das Instrument ist mit einem programmierbaren Registercrescendo ausgestattet. Als Effektregister beherbergt das Instrument eine Rossignol (2 Pfeifen). Der Tremulant des Positif de dos ist als «Tremblant doux» (sanft) gefertigt, der Tremulant des Recit expressif als «Tremblant rapide» (schnell).
| I Positif de dos C–c4 |                  |        |
| 01.                   | Quintadehn       | 16′    |
| 02.                   | Prinzipal        | 08′    |
| 03.                   | Gedackt          | 08′    |
| 04.                   | Oktave           | 04′    |
| 05.                   | Rohrflöte        | 04′    |
| 06.                   | Grosse Tierce    | 1 3⁄5′ |
| 07.                   | Nasard           | 2 ⁄3′  |
| 08.                   | Doublette        | 02′    |
| 09.                   | Quarte de Nasard | 02′    |
| 10.                   | Tierce           | 1 3⁄5′ |
| 11.                   | Larigot          | 1 ⁄3′  |
| 12.                   | Piccolo          | 01′    |
| 13.                   | Plein-jeu V      | 2⁄3′   |
| 14.                   | Scharff IV       | 01′    |
| 15.                   | Dulcian          | 16′    |
| 16.                   | Cromorne         | 08′    |
|                       | Tremblant        |        |

| II Grand Orgue C–c4 |                |        |
| 17.                 | Principal      | 32′    |
| 18.                 | Montre         | 16′    |
| 19.                 | Bourdon        | 16′    |
| 20.                 | Montre         | 08′    |
| 21.                 | Gambe          | 08′    |
| 22.                 | Flûte harm.    | 08′    |
| 23.                 | Prestant       | 04′    |
| 24.                 | Octave         | 04′    |
| 25.                 | Quinte         | 2 ⁄3′  |
| 26.                 | Doublette      | 02′    |
| 27.                 | Terz           | 1 3⁄5′ |
| 28.                 | Fourniture VII | 2 ⁄3′  |
| 29.                 | Cymbale V      | 2⁄3′   |
| 30.                 | Mixtur VI-IX   | 02′    |
| 31.                 | Bombarde       | 16′    |
| 32.                 | Trompette      | 08′    |
| 33.                 | Clairon        | 04′    |
| 34.                 | Trommet        | 16′    |
| 35.                 | Trommet        | 08′    |

| III Positif Expressif C–c4 |                       |       |
| 36.                        | Salicional            | 08′   |
| 37.                        | Unda maris (ab c0)    | 08′   |
| 38.                        | Flûte harm.           | 08′   |
| 39.                        | Bourdon               | 08′   |
| 40.                        | Voix éolienne (ab c0) | 08′   |
| 41.                        | Fugara                | 04′   |
| 42.                        | Zartflöte             | 04′   |
| 43.                        | Violine               | 02′   |
| 44.                        | Sesquialtera II       | 2 ⁄3′ |
| 45.                        | Harmonica aetheria V  | 02′   |
| 46.                        | Cor anglais           | 16′   |
| 47.                        | Basson                | 08′   |
| 48.                        | Clairon               | 04′   |
|                            | Tremblant             |       |

| IV Récit expressif C–c4 |                    |        |
| 49.                     | Bourdon            | 16′    |
| 50.                     | Diapason           | 08′    |
| 51.                     | Viole de gambe     | 08′    |
| 52.                     | Voix céléste       | 08′    |
| 53.                     | Flûte traversière  | 08′    |
| 54.                     | Bourdon            | 08′    |
| 55.                     | Prestant           | 04′    |
| 56.                     | Flûte octaviante   | 04′    |
| 57.                     | Quinte             | 2 ⁄3′  |
| 58.                     | Octavin            | 02′    |
| 59.                     | Tierce             | 1 3⁄5′ |
| 60.                     | Plein jeu IV       | 02′    |
| 61.                     | Bombarde           | 16′    |
| 62.                     | Trompette harm.    | 08′    |
| 63.                     | Clairon harmonique | 04′    |
| 64.                     | Basson-Hautbois    | 08′    |
| 65.                     | Clarinette         | 08′    |
| 66.                     | Voix humaine       | 08′    |
|                         | Tremblant          |        |

| V Bombardes C–c4 |                      |    |
| 67.              | Montre               | 8′ |
| 68.              | Flûte creuse         | 8′ |
| 69.              | Flûte ouverte        | 4′ |
| 70.              | Grand Cornet V       | 8′ |
| 71.              | Trompette            | 8′ |
| 72.              | Clairon              | 4′ |
| 73.              | Trompette en chamade | 8′ |
| 74.              | Clairon en chamade   | 4′ |

| Fernwerk C–c4 |                      |     |
| 75.           | Bourdon              | 16′ |
| 76.           | Principal            | 08′ |
| 77.           | Bourdon              | 08′ |
| 78.           | Flûte                | 08′ |
| 79.           | Flûte d′amour        | 08′ |
| 80.           | Salicional           | 08′ |
| 81.           | Voix céleste         | 08′ |
| 82.           | Prestant             | 04′ |
| 83.           | Flûte traversière    | 04′ |
| 84.           | Trompette harmonique | 08′ |
| 85.           | Voix humaine         | 08′ |
|               | Tremblant            |     |

| Pédale C–g1 |                             |         |   |
|             | Principal (= Nr. 17)        | 32′     |   |
|             | Bourdon (Ext. Nr. 89)       | 32′     | K |
|             | Grosse Quinte (Ext. Nr. 17) | 21 1⁄3′ |   |
| 86.         | Contrebasse                 | 16′     |   |
|             | Montre (= Nr. 18)           | 16′     |   |
| 87.         | Principal                   | 16′     | K |
| 88.         | Violonbasse                 | 16′     |   |
| 89.         | Bourdon                     | 16′     | K |
|             | Basse Quinte (Ext. Nr. 17)  | 10 2⁄3′ |   |

| (Fortsetzung) |                        |        |
| 90.           | Octave                 | 08′    |
|               | Violoncelle (= Nr. 21) | 08′    |
|               | Flûte (Ext. Nr. 86)    | 08′    |
|               | Bourdon (Ext. Nr. 89)  | 08′    |
| 91.           | Quinte                 | 5 1⁄3′ |
| 92.           | Octave                 | 04′    |
|               | Flûte (Ext. Nr. 86)    | 04′    |
| 93.           | Mixture IV             | 2 ⁄3′  |

| (Fortsetzung) |                                |     |
|               | Contre-Bombarde (= Ext Nr. 31) | 32′ |
| 94.           | Bombarde classique             | 16′ |
|               | Bombarde (= Nr. 31)            | 16′ |
|               | Trompette (= Nr. 32)           | 08′ |
|               | Clairon (= Nr. 33)             | 04′ |
| 95.           | Posaune                        | 16′ |
|               | Trommet (= Nr 34)              | 16′ |
|               | Trommet (= Nr 35)              | 08′ |

- Koppeln:
  - Normalkoppeln: I/II, I/III, III/II, IV/II, V/II, IV/III, V/III, I/P, II/P, III/P, IV/P, V/P, Fernwerk/P
  - Sonderkoppeln: P/II; II/II, III/III, und Fernwerk/Fernwerk (als Suboktavkoppeln); Fernwerk/Fernwerk (Superoktavkoppel)
- Anmerkung

K = Pfeifenmaterial aus der Orgel von Kuhn (1955)

### Geläut
Im Turm der Kathedrale hängen sieben Glocken, von denen fünf älter als 300 Jahre sind.

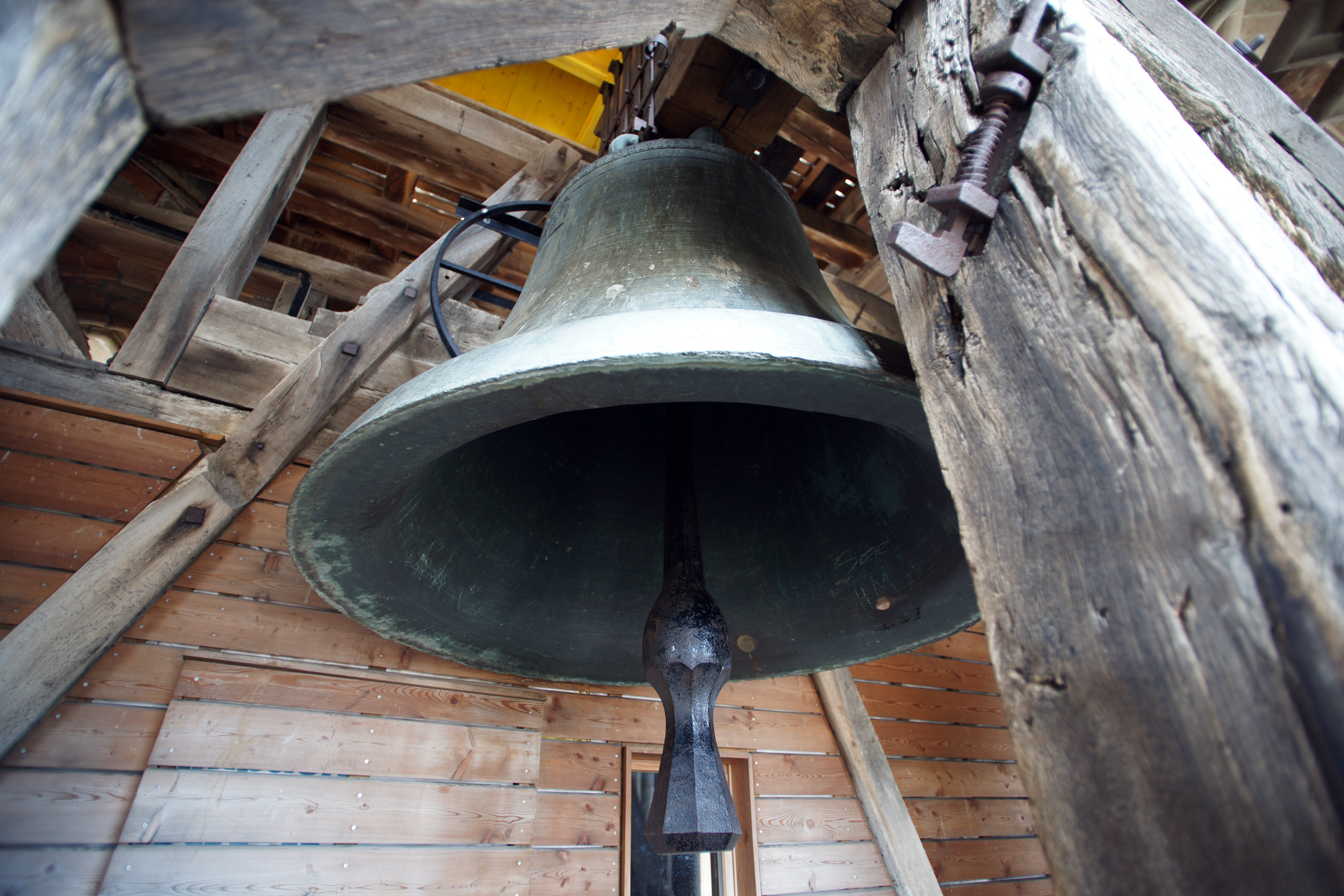
Blick in den Glockenstuhl

| Glocke | Name              | Gussjahr    | Giesser                 | Gewicht | Durchmesser | Nominal |
| ------ | ----------------- | ----------- | ----------------------- | ------- | ----------- | ------- |
| 1      | Marie-Madeleine   | 1583        | Franz Sermund, Bern     | 5610 kg | 208 cm      | as0     |
| 2      | Clémence          | 1518        | unbekannt               | 3428 kg | 173 cm      | c1      |
| 3      | Lombarde          | 1493        | unbekannt               | 1513 kg | 139 cm      | es1     |
| 4      | Grande Centenaire | 1898        | Jules Robert, Nancy     | 0838 kg | 111 cm      | f1      |
| 5      | St. François      | 1666        | Isaac Jaquier, Lausanne | 0699 kg | 102 cm      | as1     |
| 6      | Petite Centenaire | 1898        | Jules Robert, Nancy     | 0306 kg | 082 cm      | b1      |
| 7      | Couvre-Feu        | 13./14. Jh. | unbekannt               | 0309 kg | 081 cm      | c2      |

## Restaurierung

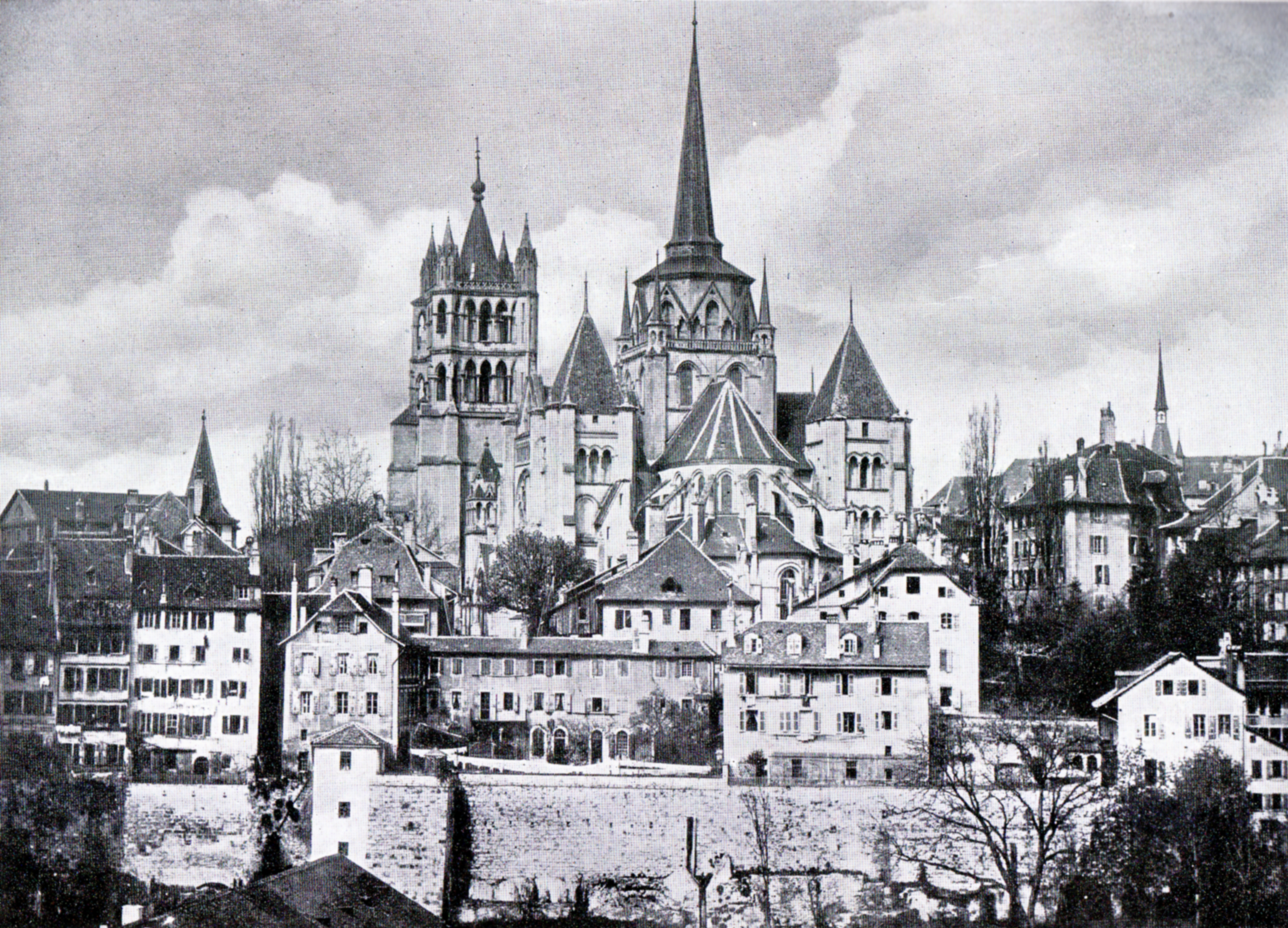
Die Kathedrale von Lausanne vor der Restaurierung des Turmhelms nach den Plänen von Viollet-le-Duc

Das Baumaterial der Kathedrale ist Molasse, ein weicher Sandstein. Seine geringe Widerstandskraft hat dazu geführt, dass an der Kathedrale seit ihrer Fertigstellung praktisch permanent Restaurierungsarbeiten durchgeführt werden müssen.
Seit dem 18. Jahrhundert sind diese Arbeiten recht gut dokumentiert. Zu dieser Zeit wurde auch der komplette Abbruch der Kirche zu Gunsten eines Neubaus diskutiert. Im 19. Jahrhundert bat man den französischen Gotik-Spezialisten Viollet-le-Duc um Hilfe. Nach seinen Plänen wurde ab 1874 eine umfassende, etwa 60 Jahre andauernde Restaurierung des gesamten Bauwerks vorgenommen, zeitweise unter der Leitung des Architekten Adolphe Burnat. Einige der früher ausgeführten Veränderungen wurden im 20. Jahrhundert korrigiert, um wieder einen historischen Bauzustand abzubilden. Auch im 21. Jahrhundert gehen Maßnahmen für die Erhaltung des Bauwerks weiter.

## Sonstiges
Als Kantor an der Kathedrale von Lausanne wirkte ab 1545 Guillaume Franc.
Seit 1405 ruft jeweils ein guet (Nachtwächter, Brandwächter, Türmer) während der Nacht bzw. während eines Teils der Nacht zu jeder Stunde die Zeit aus. Die Tradition entstand aus dem Brandschutz. Einer dieser Ausrufer war der bekannte Karikaturist Mix & Remix.